# Rundschwanzspecht
Der Rundschwanzspecht (Hemicircus canente) ist eine Vogelart aus der Familie der Spechte (Picidae). Dieser sehr kleine Specht ist mit mehreren disjunkten Vorkommen über große Teile Süd- und Südostasiens verbreitet. Die Art ist an Wald gebunden und bewohnt feuchte und dichte immergrüne Laubwälder, Waldsäume, Sekundärwälder, Bambuswälder und Kaffeeplantagen. Die Nahrung wird vor allem an den Zweigen der Baumkronen gesucht, aber auch an Stämmen und kronennahen toten Ästen und besteht vor allem aus Termiten, Ameisen und anderen Insekten. Der Bestand ist offenbar rückläufig, der Rundschwanzspecht wird von der IUCN aber noch als nicht gefährdet (least concern) eingestuft.

## Beschreibung
Rundschwanzspechte sind sehr kleine, rundliche Spechte mit dünnem Hals, großem Kopf mit ausgeprägter Haube und einem sehr kurzen, gerundeten und nur wenig steifen Schwanz, der zur Spitze nur leicht nach vorn gebogen ist. Der lange Schnabel ist ziemlich gerade, meißelförmig zugespitzt und an der Basis breit. Die Körperlänge beträgt 15–16 cm, das Gewicht 37–50 g. Die Art ist damit etwas so groß wie ein Kleinspecht, aber fast doppelt so schwer. Sie zeigt hinsichtlich der Färbung einen deutlichen und sehr ungewöhnlichen Geschlechtsdimorphismus. Weibchen haben außerdem einen kürzeren Schnabel und eine kleinere Flügellänge als die Männchen.
Diese Spechte sind insgesamt recht kontrastreich schwarz, weiß und grau gezeichnet und haben keine roten Gefiederpartien. Beim Männchen ist der Bürzel weiß oder schmutzig weiß, die übrige Oberseite des Rumpfes einschließlich der Oberschwanzdecken und der inneren Schulterfedern ist schwarz. Auf Rücken und/oder Oberschwanzdecken finden sich gelegentlich einige weiße Binden. Die äußeren Schulterfedern, die kleinen und mittleren sowie ein variabler Anteil der inneren großen Oberflügeldecken zeigen auf weißem oder beigeweißem Grund große und auffallende, herzförmige, schwarze Subterminalflecken. Die übrigen großen Oberflügeldecken sind schwarz mit schmalen weißen Säumen und Spitzen. Schwingen und Steuerfedern sind oberseits schwarz, die Schwingen zeigen an den Innenfahnen einen schmalen weißen Saum.
Untere Kehle und Brust sind oliv grau oder beige-grau. Zum Bauch hin geht die Färbung in Schwarz über, auch die Unterschwanzdecken sind schwarz. Bei einer selten auftretenden Farbmorphe ist die Unterseite des Rumpfes einfarbig schwarz. Unterflügel und Unterschwanz sind schwärzlich, die Unterflügeldecken und die Handschwingenbasen haben weiße Zeichnungen.
Obere Kehle, Halsseiten und die Region des Bartstreifs sind weiß, der übrige Kopf ist einschließlich der Haube einfarbig schwarz. Stirn und vorderer Oberkopf sind fein weiß gepunktet oder gefleckt, diese Weißanteile sind im Feld jedoch nicht erkennbar.
Der Schnabel ist dunkelbraun bis schwärzlich, Beine und Zehen sind braun und zeigen manchmal einen grünlichen Stich. Die Iris ist braun bis düster rotbraun.
Anders als bei fast allen anderen Vertretern der Picinae ist beim Rundschwanzspecht das Männchen das Geschlecht mit einfarbigem Kopf, beim Weibchen sind Stirn und vorderer Oberkopf einfarbig weiß oder beigeweiß. Vögel im Jugendkleid ähneln den Weibchen, die weißen Gefiederpartien sind jedoch insgesamt mehr beige getönt und die weiße Stirn ist häufig teilweise schwarz gebändert. Die Kehle ist wie die übrige insgesamt dunklere Unterseite dunkelbraun oder schwarz, zeigt jedoch zumindest an den Halsseiten immer etwas weiß. Die innerartliche Variabilität ist sehr gering und es werden keine Unterarten anerkannt.

## Lautäußerungen
Häufigste Rufe sind mehrfach wiederholte, quietschende und nasale „ki-juu, tschirrick“- oder „tsch-juuh“-Laute, die auf der zweiten Silbe betont werden. Weiterhin sind sehr hohe „kii-kii-kii-kii“-Rufe und ein langgezogenes, kratzendes „tschur-r“ bekannt. Bei der Balz werden Rufe wie „suu-sie“ geäußert. Rundschwanzspechte trommeln nur leise und nicht häufig.

## Verbreitung und Lebensraum
Diese Spechtart besiedelt mit mehreren disjunkten Vorkommen große Teile Süd- und Südostasiens. Das Verbreitungsgebiet reicht in West-Ost-Richtung von der Westküste Indiens über den südlichen Fuß des Himalaya bis Assam und dann nach einer großen Lücke von Myanmar bis zur Westküste Vietnams. In Nord-Süd-Richtung erstreckt sich das Areal der Art vom Nordwesten Indiens, Assam und Myanmar bis fast zur Südspitze Indiens, bis in das mittlere Thailand und bis zur Südspitze Vietnams. Die Größe des Gesamtverbreitungsgebietes ist nicht genau bekannt.
Die Art ist an Wald gebunden und bewohnt feuchte und dichte immergrüne Laubwälder, Waldsäume, Sekundärwälder, Bambuswälder und Kaffeeplantagen. Das Vorkommen ist weitgehend auf die Niederungen beschränkt und die Tiere kommen in Indien bis in 1300 m, in Südostasien bis in 1000 m Höhe vor.

## Lebensweise
Die Nahrung wird vor allem an den Zweigen der Baumkronen gesucht, aber auch an Stämmen und kronennahen toten Ästen und besteht vor allem aus Termiten, Ameisen und anderen Insekten. Sie wird durch Ablesen, Hacken und Hämmern erlangt. Diese Spechte bewegen sich dabei schnell entlang von Ästen und Zweigen. Sie ruhen häufig quer auf einem Zweig sitzend.
Rundschwanzspechte leben einzeln oder in Paaren, werden aber auch in Trupps zusammen mit anderen Vogelarten beobachtet. Die Brutzeit erstreckt sich überwiegend von November bis April. Die winzigen Höhlen werden meist niedrig in Höhen zwischen 1 und 4 m in einem toten Ast, aber auch in Zaunpfählen angelegt, selten auch wesentlich höher. Das Gelege besteht aus zwei oder häufiger aus drei Eiern. Weitere Angaben zur Brutbiologie liegen bisher nicht vor.

## Bestand und Gefährdung
Angaben zur Bestandsgröße gibt es nicht. Die Art gilt in weiten Teilen ihres großen Verbreitungsgebietes als selten und nur lokal als häufiger. Der Bestand ist offenbar rückläufig, der Rundschwanzspecht wird von der IUCN aber noch als ungefährdet („least concern“) eingestuft.